# Peter Defurne
Peter Defurne (Oostende, 20 juli 1969) is een Belgische beeldende kunstenaar. Hij beoefent meerdere disciplines, en werkt zowel vrij als toegepast, maar is vooral gekend voor contextueel en in situ-werk.

## Biografie
Defurne kreeg zijn artistieke opleiding zowel aan Luca als de KASK-hogeschool, en aanvullend behaalde hij ook een pedagogische bekwaamheid. Hij legde zich vanaf 1996 toe op het lesgeven aan de Kunstacademie aan Zee in Oostende en doceerde er tekenkunst, modeltekenen, grafische technieken en algemeen beeldende technieken aan kinderen, jongeren en volwassenen. In 2010 werd hij voorgesteld als directeur van de Kunstacademie aan Zee, en combineert dit sindsdien met een eigen artistieke carrière. Sedert 2000 is hij ook curator en vormgever van meerdere tentoonstellingen en artistieke initiatieven. Naast zijn veelal tijdelijk of vergankelijke werk is ook veel werk in privébezit, vooral tekeningen, etsen, schilderijen en multiples.

## Werk
Kenmerkend voor het werk van Peter Defurne is de relatie met omgeving, context en (kunst)geschiedenis. Tekeningen en diverse studies worden vertaald in sculpturen en installaties. Een breed materiaalgebruik wordt gecombineerd met een sterk grafisch karakter en inhoudelijke gelaagdheid. Ook collages, vergankelijke experimenten en multimedia-werk komen aan bod. Bij in situ-werk wordt gebruik gemaakt van wat fysiek beschikbaar is en worden nieuwe verhalen ontwikkeld. Er is dan ook steeds een sterkere relatie tussen de aanwezige vormen, volumes, cultuur- of sociaal-historische achtergrond, en het gepresenteerde werk. Steeds is er ruimte voor poëzie, esthetiek en humor. Peter Defurne is vooral bezig met het verzamelen, illustreren, in vraag stellen en archiveren van de grenzen tussen het fictieve en de realiteit. Hij is de bezieler van FAC, het Free Art Concept en is een van de oorspronkelijke resident artists van het ondertussen versnipperde label Villa Weltschmerz.